# 原岩
原岩（英語：protolith）是指變質岩在未變質前的原始岩石。例如，板岩的原岩是頁岩或泥岩。非變質岩分為兩類：由沉積物形成的沉積岩和由岩漿形成的火成岩。低溫低壓的變質岩亦可經高溫高壓再度變質。